# Ted Kaczynski
 Der er for få eller ingen kildehenvisninger i denne artikel, hvilket er et problem. Du kan hjælpe ved at angive troværdige kilder til de påstande, som fremføres i artiklen.

Theodore John Kaczynski (født 22. maj 1942, død 10. juni 2023), også kendt som "Unabomberen", var en dømt amerikansk terrorist. Han var bedst kendt for sine brevbomber, som han sendte til flere universiteter og flyselskaber fra slutningen af 1970-erne frem til begyndelsen af 1990-erne. Hans mål var at opponere mod industrialisering og menneskeskabt ødelæggelse af naturen. 
Kaczynski kom ind på Harvard som 16-årig og tog en doktorgrad i matematik ved Universitetet i Michigan. Han blev universitetsadjunkt i matematik og arbejdede på Berkeley.
Bomberne tog livet af tre personer og sårede 29. Kaczynski var genstand for den mest omfattende menneskejagt i FBIs historie. For at undgå at blive erklæret sindssyg valgte Kaczynski at tilstå og blev dømt til livsvarigt fængsel.
Kaldenavnet «Unabomberen» stammer fra FBIs kodenavn for ham. Før hans identitet blev kendt blev han kaldt «UNABOM» (UNiversity and Airline BOMber) af FBI og heraf «Unabomberen» af massemedierne.

## Eksterne links
- Unabomber Manifest (Engelsk)

1. ↑  Navnet er anført på bokmål og stammer fra Wikidata hvor navnet endnu ikke findes på dansk.
2. ↑  Navnet er anført på engelsk og stammer fra Wikidata hvor navnet endnu ikke findes på dansk.
3. ↑  Navnet er anført på engelsk og stammer fra Wikidata hvor navnet endnu ikke findes på dansk.